# Закон та Євангеліє
Закон та Євангеліє — вчення у протестантському богослов'ї про відношення між Божим Законом та Євангелієм Ісуса Христа. Інші назви цього питання «Закон і благодать», «Гріх і благодать», «Дух і літера» та «служіння (διακονíα , diakonia) смерті/засудження» та «служіння Духа/праведності».
Закон та Євангеліє є основною темою лютеранського та реформатського богослов'я. У цих релігійних традиціях вирішальне значення має розрізнення доктрин Закону, яке вимагає дотримання Божої етичної волі, та Євангелія, яке обіцяє прощення гріхів у світлі людини та праці Ісуса Христа. Служителі використовують його як герменевтичний принцип біблійної інтерпретації та як керівний принцип у гомілетиці (складі проповіді) та душпастирстві. Він передбачає витіснення (заміна) Старого Завіту (включаючи традиційний єврейський закон, або галаху) Новим Завітом та християнським богослов'ям.
Інші християнські сповідання також мають вчення щодо цього питання, або вчення про Старий Завіт вцілому, хоча, як правило, це питання не було настільки гостро обговорюване або жорстко визначенне, як у лютеранстві та реформацтві.

## Лютеранський погляд

### Мартін Лютер та лютеранські богослови
Конкретна формула розрізнення Закону та Євангелія вперше була представлена Християнській Церкві Мартіном Лютером (1483—1546), і вона була закладена в основу євангельсько-лютеранського біблійного тлумачення та викладена в статті 4 Апології Аугсбурзької сповіді (1531): «Усе Писання повинно бути розподілене на ці дві основні теми — Закон та обіцянки. Бо в деяких місцях воно представляє Закон, а в інших — обіцянку, що відноситься до Христа, а саме, коли (у Старому Завіті) воно обіцяє, що Христос прийде, і пропонує заради Нього відпущення гріхів, виправдання і життя вічне, або коли в Євангелії (у Новому Завіті) Сам Христос, коли Він з'явився, обіцяє прощення гріхів, виправдання і життя вічне».. Формула Злагоди також підтвердила цю відмінність у статті V, де сказано: «Ми віримо, навчаємо та визнаємо, що різниця між Законом та Євангелієм повинна дотримуватися в Церкві з великою ретельністю…»
Мартін Лютер писав: «Отже, хто добре знає цю справу розрізнення Закону та Євангелія, той ставить його на чолі і називає лікарем Святого Письма». Протягом усього часу правовірного лютеранства (1580—1713 роки) ця тлумачна настанова вважалася основоположною і важливою лютеранськими богословами.
Ця відзнака стала першою статтею Патрика Гамільтона у «Патрикових місцях» (1528).
Карл Фердінанд Вільгельм Вальтер (1811—1887), який був першим (і третім) президентом Лютеранської церкви — Міссурійськиого синоду, відновив інтерес до цієї богословської справи та увагу до неї на своїх вечірніх лекціях у Конкордійській семінарії у Сент-Луїсі 1884—1885.

### Книга Злагоди
Формула Злагоди розрізняє три види застосування цілей Закону у статтях VI. У ній сказано: «Закон був даний людям з трьох причин…»
1. тому що «тим самим зовнішня настанова може бути підтримана проти диких, непокірних людей [і що дикі та невгамовні люди можуть бути стримані, ніби за певними гратами]»
2. тому що «тим самим люди можуть бути приведені до пізнання своїх гріхів»
3. тому що «після того, як вони відродяться… вони можуть… мати тверде правило, згідно з яким вони повинні регулювати і керувати всім своїм життям»[7]

Першочерговим завданням було стверджувати, що Закон повинен продовжувати використовуватися християнами після того, як вони були відроджені Святим Духом через Євангеліє, щоб протистояти вченню Йоганна Агріколи, який навчав, що закон більше не потрібен відродженим християнам". Сповідальне лютеранство вчить, що Закон не може використовуватися для заперечення Євангелії, а також Євангеліє не може використовуватися для заперечення Божого Закону.
Три види застосування Закону:
1. Стримання — Через страх покарання Закон тримає під контролем гріховну природу як християн, так і нехристиян. Це не зупиняє гріх, оскільки гріх здійснюється вже тоді, коли серце хоче зробити те, що неправильно, але він зупиняє відкритий спалах гріха, який завдасть ще більшої шкоди.
2. Дзеркало — Закон служить ідеальним відображенням того, чим Бог створив людське серце та життя. Це показує кожному, хто порівнює своє життя з вимогою Бога до досконалості, що він/вона є грішними.
3. Керівництво — це використання закону, яке стосується лише християн. Закон стає помічником віруючого. Отримавши силу євангельської істини прощення і праведності у Христі, нова сутність віруючого охоче прагне жити на догоду Триєдиному Богу.[10][11]

## Реформований вигляд
Розрізнення між законом та євангелією є стандартним формулюванням у реформатському богослів'ї, хоча в останні роки деякі характеризують його як виразно лютеранським. Захарія Урсін різко видділив Закон і Євангелію як «головний і загальний відділи Священних Писань» у своєму коментарі до Гейдельберзького катехизису. Луї Беркгоф назвав Закон та Євангелію «двома частинами Слова Божого як засоби благодаті», оскільки закон і Євангеліє містяться в обох заповітах.
У своїй книзі «Інститути християнської релігії» 1536 року реформатор Жан Кальвін виділив три способи застосування Закону. Кальвін писав наступне: «[Щоб] зробити все зрозумілішим, давайте коротко оглянемо функцію та використання того, що називається „моральним законом“. Зараз, наскільки я розумію, він складається з трьох частин».
1. «[Коли] він показує Божу праведність…, він попереджає, повідомляє, судить і, нарешті, прирікає кожну людину у власній неправедністі» (2.7.6).
2. Він функціонує «через страх покарання стримувати певних людей, яких не чіпає будь-яка турбота про те, що є справедливе і правильне, якщо тільки не змушені чути сказані погрози, передбачені законом» (2.7.10).
3. «Він закликає віруючих і спонукає їх до доброго життя» (2.7.12-13).

Ця схема така ж, як і Формула Злагоди, за винятком того, що перше та друге використання змінені.
У пізнішій реформатській схоластиці порядок такий самий, як і у лютеран. Три варіанти використання називаються:
1. Usus politicus sive civilis, політичне чи цивільне використання, є стримуванням гріха і стоїть окремо від справи спасіння. Це частина загального Божого відкриття або спільльної благодаті для невіруючих, а також віруючих.
2. Usus elenchticus sive paedagogicus, виправне чи виховне використання, яке протистоїть гріху і вказує нам на Христа.
3. Usus didacticus sive normativus, повчальне використання, яке призначене виключно для віруючих, що навчає шляху праведності.[15]

Гейдельберзький катехизис, пояснює третє використання Закону, вчить, що моральний закон, що міститься в Десяти заповідях, є обов'язковим для християн і що він вказує християнам, як жити в служінні Богу в подяку за Його благодать, виявлену у викупленні людства. Жан Кальвін вважав це третє використання Закону його основним використанням.

## Лютеранські та реформатські відмінності
Схоластичні лютеранські та реформатські богослови різнилися насамперед щодо того, як третє використання закону функціонує для віруючих. Реформатські наголошували на третьому використанні (tertius usus legis), оскільки очікується, що відкуплені матимуть добрі справи. Деякі лютерани бачили тут небезпеку праведності і стверджували, що третє використання завжди повинно повертати віруючих до другого використання і знову до Христа, а не як остаточна норма.
Крім того, деякі припускають, що третє використання закону взагалі не зустрічається у Лютера, але походить від Філіпа Меланхтона. Хоча деякі лютерани відкинули цю точку зору, проте це змусило інших заперечити цілісність «третього застосування» Закону. Пауль Алтхауз, наприклад, пише у своєму трактаті про Закон та Євангеліє: «Це [етичне] керівництво Святого Духу означає, що конкретне Боже керівництво не можна прочитати з письмового документа, успадкованої схеми закону. Я повинен заново щодня вивчати, що Бог хоче від мене. Бо Боже керівництво має особливий характер для кожної людини: воно завжди сучасне, завжди нове. Бог керує мною (і кожною людиною) певним чином, інакше, ніж Він керує іншим…. Живий і духовний характер пізнання того, що Бог вимагає від людей у даний момент, не повинен руйнуватися правилами та постановами» Такі богослови вважають, що третє використання призводить до форми законництва або заохочує його, і, можливо, є неявним запереченням виправдання лише вірою. І навпаки, реформатські християни іноді бачили, що ця схема двостороннього використання деяких сучасних лютеран веде до форми антиномізму. 
Деякі вважають, що «для Лютера виховне використання Закону було першочерговим, тоді як для Кальвіна це третє або навчальне використання було основним; проте [історично] і лютеранська, і реформатська традиції підтримують трійчасте розуміння».

## Методистський погляд
Джон Веслі закликав методистських проповідників наголосити як на Законі, так і на Євангелії:
Безперечно, обидва слід проповідувати по черзі; так, обидва відразу, або обидва в одному. Усі умовні обіцянки є прикладом цього. Це Закон і Євангелія, змішані між собою. Згідно з цією моделлю, я повинен радити кожному проповіднику постійно проповідувати Закон — Закон, що прищеплюється, гартується і оживляється духом Євангелія. Я раджу йому оголосити пояснення та виконувати кожну Божу заповідь. Але тим часом у кожній проповіді (і чим чіткіше, тим краще) заявляти, що крем'яною і великою заповіддю для християнина є: «Віруй у Господа Ісуса Христа»: що Христос — це все, наша мудрість, праведність, освячення та відкуплення; що все життя, любов, сила — лише від Нього, і все це вільно дано нам через віру. І коли-небудь виявляється, що проповіданий таким чином закон, одночасно просвічує і зміцнює душу; що це разом годує і вчить; що це керівництво, «їжа, ліки та витривалість» віруючої душі.
Методизм розрізняє церемоніальний закон і моральний закон, що є Десятьма заповідями, даними Мойсею. У методистському християнстві моральний закон є «фундаментальним онтологічним принципом Всесвіту» і «заснований на вічності», бувши «закарбованим на людських серцях пальцем Бога». На противагу вченню лютеранських церков, методистські церкви зближують Закон і Євангеліє у глибокому значенні: «Закон — це благодать, і через нього ми відкриваємо Добру новину про те, як слід жити в житті». Джон Веслі, батько методистського сповідання, навчав:
…між законом та Євангелієм взагалі немає протиріччя; …немає необхідності, щоб закон проходив з метою встановлення Євангелія. Дійсно, жоден з них не замінює іншого, але вони чудово узгоджуються між собою. Так, ті самі слова, що розглядаються по-різному, є частинами як Закону, так і Євангелії. Якщо їх розглядати як заповіді, вони є частинами Закону: якщо обіцянками, то Євангелія. Отже, якщо розглядати «Люби Господа Бога всім серцем своїм», як заповідь, — то це галузь закону; коли розглядати як обіцянку, — то є важливою частиною Євангелія — Євангелія є не інакше, як заповідями Закону, запропонованими як обіцянки. Відповідно бідність духу, чистота серця і все, що прописується Святим Законом Божим, коли розглядається в євангельському світлі, є не чим іншим, як численними великими і дорогоцінними обіцянками. Отже, існує найтісніший зв'язок між Законом та Євангелієм. З одного боку, Закон постійно поступається місцем і вказує нам на Євангеліє; з іншого боку, Євангеліє постійно веде нас до більш точного виконання Закону…. Ми можемо ще більше зауважити, що кожна заповідь у Святому Письмі є лише покритою обіцянкою. (Проповідь 25, «Нагірна проповідь, V,» II, 2, 3)

## Імперативний та орієнтовний
Деякі повторювані граматичні закономірності у Старому Завіті та в Новому включають послідовність наказового та дійсного способу присудків (предикати), приймаються богословами як основні у відносинах між Законом та Євангелієм. Даніель Дефо обговорює три пари цих предикатів у своєму другому та останньому продовженні Робінзона Крузо «Серйозні роздуми» (1720): «терпіть і живіть», «робіть і живіть», «вірте і живіть». За словами Дефо, перший був встановлений разом з Адамом у раю, другий — як Закон з синами Ізраїля, а третій — як Євангеліє Ісуса Христа
Проте Лютер розглядав усі наказові заповіді як Закон, навіть заповідь вірити в Євангеліє. У «Про неволю волі» він пише: «…заповіді існують, щоб показати не наші моральні здібності, а нашу нездатність. Сюди входить Божа заповідь всім людям скрізь каятися і вірити в Євангелію, неможливий акт волі, крім надприродної справи Святого Духа, що поєднує нас з Христом..» с. 149

## Дивитися також
- Антиномізм
- Кальвінізм
- Християнське вчення про Старий Завіт
- Двоцарственна доктрина
- Велике доручення
- Законництво
- Лютеранство
- Теономія
- Скасування старозавітніх законів

## Подальше читання
Лютеранська
- Althaus, Paul. The Divine Command: a New Perspective on Law and Gospel. Trans. Franklin Sherman. Philadelphia: Fortress Press[en], 1966.
- Bente, F. and Dau, W.H.T., eds. and trans. Triglot Concordia: The Symbolical Books of the Evangelical Lutheran Church. St. Louis: Concordia Publishing House, 1921. BookofConcord.org [Архівовано 3 грудня 2020 у Wayback Machine.]
- Elert, Werner. Law and Gospel. Trans. Edward H. Schroeder. Philadelphia: Fortress Press[en], 1967.
- Walther. C. F. W. The Proper Distinction Between Law and Gospel. St. Louis, MO: Concordia Publishing House. 1986.

Реформований
- Bahnsen, Greg L. Theonomy in Christian Ethics. S.L.: Covenant Media Press, 2002.
- Barth, Karl. «Gospel and Law» in Community, State and Church: Three Essays. Will Herberg, ed. New York: Doubleday Anchor Books, 1960.
- Calvin, John. «The Law Given, Not to Retain a People for Itself, but to Keep Alive the Hope of Salvation in Christ Until His Advent» Institutes of the Christian Religion, Bk 2, Section 7.  [Архівовано 13 квітня 2021 у Wayback Machine.]
- Clark, R. Scott. «Retaining the Law Gospel Distinction»  [Архівовано 6 вересня 2015 у Wayback Machine.]
- Gundry, Stanley N., ed. Five Views on Law and Gospel. Grand Rapids, MI: Zondervan[en], 1996.
- Horton, Michael S. "Calvin on Law and Gospel, " Westminster Seminary California  [Архівовано 3 вересня 2015 у Wayback Machine.]
- Murray, John. Principles of Conduct: Aspects of Biblical Ethics. Grand Rapids, MI: Eerdmans[en], 1957.

Лютерани та реформи в діалозі
- Linebaugh, Jonathan. God's Two Words: Law and Gospel in Lutheran and Reformed Traditions. Grand Rapids, MI: Eerdmans[en], 2018.

### Лютеранська
- Hummel, Horace D. «Are Law and Gospel a Valid Hermeneutical Principle?» [online] Concordia Theological Quarterly[en] 46 (1982) no. 2-3:181-207. Available from CTSFW.edu
- Klug, Eugene F. «Confessional Emphasis on Law and Gospel for Our Day» [online] Concordia Theological Quarterly 42 (1978) no. 3:241-257. Available from CTSFW.edu
- Lueker, Erwin L. Law and Gospel from the Christian Cyclopedia. Concordia Publishing House, 2000.
- Rosenthal, Shane Law & Gospel.
- Using the Third Use: Formula of Concord VI and the Preacher's Task [Архівовано 26 вересня 2020 у Wayback Machine.]
- Walther, C.F.W.[en] Law and Gospel, (excerpts).
- Walther, C.F.W.[en] The Proper Distinction between Law and Gospel [Архівовано 13 квітня 2021 у Wayback Machine.], (complete work).
- Bucholtz, Jon D. '«Justification: Handling the Word of Truth, part 3 of 5.» [Архівовано 27 вересня 2009 у Wayback Machine.] Forward in Christ, April 2006. WELS[en] publication, Accessed April 17, 2006.
- Scholarly articles on Law and Gospel from the Wisconsin Lutheran Seminary Library [Архівовано 16 лютого 2012 у Wayback Machine.]

### Реформатський (кальвіністський)
- «Law and Grace», sermon by C. H. Spurgeon
- «God's Law in Man's Heart», sermon by C. H. Spurgeon
- «Law and Grace» [Архівовано 6 травня 2021 у Wayback Machine.] by John Murray[en]
- «Calvin & The Law-Gospel Hermeneutic» by Michael Horton[en]
- «What's Really at Stake?» [Архівовано 14 березня 2021 у Wayback Machine.], by Michael Horton
- «Calvin's Third Use of the Law: An Assessment of Reformed Explications of the Ten Commandments» by John P. Burgess in PDF
- «Michael Horton, John Calvin, and 'Law & Gospel'», by Bill DeJong
- «Mixing 'Law' and Gospel in the Abrahamic Promise», by Mark Horne
- Law and Liberty, Law and Gospel extensive link list at monergism.com

### Методист (Весліан-Армініан)
- My Church Is Really Strict — Isn't That Legalism? [Архівовано 15 квітня 2021 у Wayback Machine.], by Nathan Purdy